# Wolbert Wolberts Smidt
Wolbert Wolberts Smidt (* 30. November 1814 in Weener; † 28. Oktober 1859 in Ditzum) war ein Dorfdichter, Organist und Lehrer in dem ostfriesischen Dorf Ditzum am Dollart.
Seine  Gedichte wurden in ostfriesischen Zeitschriften publiziert und zirkulierten in Handschriften in Ostfriesland. Mehrere dieser Handschriften sind erhalten, woraus in den 1990er Jahren in Ostfriesland weitere Gedichte veröffentlicht wurden, so zum Beispiel das Gedicht „Daheim!“, in dem Smidt seinem Heimweh Ausdruck gibt, als er als Lungenkranker erstmals in seinem Leben außerhalb Festland-Ostfrieslands weilte.
Er war Sohn eines Schmiedes aus der friesisch-holländischen Familie van Allen in Weener, der 1811 den Namen Smidt angenommen hatte. Als einer der ersten Lehrer des Rheiderlandes führte Wolbert Wolberts Smidt die deutsche Sprache im Unterricht der Dorfschule ein. Er schrieb selbst deutsch und holländisch. Einer seiner Schüler war der Literaturhistoriker Claas Hugo Humbert.